# تپه قوله
تپه قوله مربوط به دوره اشکانیان - دوره ساسانیان است و در شهرستان کوهدشت، بخش طرهان، دهستان طرهان، جنوب غربی بافت مسکونی روستای قوله واقع شده و این اثر در تاریخ ۲۸ اسفند ۱۳۸۵ با شمارهٔ ثبت ۱۸۴۲۴ به‌عنوان یکی از آثار ملی ایران به ثبت رسیده است.